# قلعه‌بغازی (آماسیه)
قلعه‌بغازی (به ترکی استانبولی: Kaleboğazı) یک منطقهٔ مسکونی در ترکیه است که در آماسیه واقع شده‌است.